# Devario naganensis
Devario naganensis är en fiskart som först beskrevs av Chaudhuri 1912.  Devario naganensis ingår i släktet Devario och familjen karpfiskar. IUCN kategoriserar arten globalt som sårbar. Inga underarter finns listade i Catalogue of Life.